# Drosophila pseudorepleta
Drosophila pseudorepleta este o specie de muște din genul Drosophila, familia Drosophilidae, descrisă de Vilela și Bachli în anul 1990.
Este endemică în Paraguay. Conform Catalogue of Life specia Drosophila pseudorepleta nu are subspecii cunoscute.